# بيت ديكسون
بيت ديكسون هو منزل المقيم السياسي البريطاني في الكويت هارولد ريشتارد ديكسون. يرجع تاريخ إنشاء البيت إلى بدايات القرن التاسع عشر وتعود ملكيته لأحد تجار الكويت المعروفين قديماً وهو النوخذه جاسم بن محمد بن علي العصفور، وفي عام 1929م عيّن الكولونيل ديكسون معتمداً لبريطانيا في الكويت، وإتخذ من هذا البيت مسكناً له.

## موقعه وملكتيه
يقع البيت على شارع الخليج العربي بالقرب من وزارة الصحة في منطقة شرق، يتكون المبنى من طابقين يحتوي الطابق السفلي من البيت على 20 غرفة من بينها غرفة تشبه الديوانية المتعارف عليها بين أهل الكويت وهناك أربع غرف للخدم. وهناك ثلاثة أبواب رئيسية للبيت بالطابق السفلي تطل جميعها على شارع الخليج العربي إلى جانب باب رابع على يسار المبنى، أما الطابق الثاني فيحتوي على 10 غرف وقد تمّ بناء المنزل من أحجار البحر المحلية (الدبش).
ما زال البيت منسوب إلى الكولونيل ديكسون حتى هذا اليوم، فبعد وفاته ظلت زوجته (أم سعود) مستأجرة هذا البيت حتى عام 1990. وبعد وفاتها ضم البيت إلى المجلس الوطني للثقافة والفنون والآداب.